# ソフィアン・シャヘド
ソフィアン・シャヘド（Sofian Chahed、1983年5月9日 - ）は、ドイツ・ベルリン出身の元サッカー選手・現サッカー指導者。現役時のポジションはディフェンダー。

## 代表歴
U-20ドイツ代表として2003 FIFAワールドユース選手権に出場した。
2009年10月11日ケニア代表戦で交代出場し、チュニジア代表デビューした。

## 所属クラブ
- ヘルタ・ベルリン 2002-2009
- ハノーファー96 2009-2013
- FSVフランクフルト 2014